# Косси Фьогбе, Родриг
Родриг Косси́ Фьогбе́ (фр. Rodrigue Kossi Fiogbé; род. 31 декабря 1999, Параку, Бенин) — бенинский футболист, полузащитник команды «Клуб Африкен» и сборной Бенина.

## Карьера
В 2017 году перешёл в «Буффле Боргу» из другой бенинской команды — «Реал Спортс».

### «Клуб Африкен»
В сентябре 2018 года стал игроком тунисской команды «Клуб Африкен». В тунисской Лиге 1 дебютировал в декабре 2018 года в матче против клуба «Татавин». В начале 2019 года сыграл в Лиге чемпионов КАФ в матче группового этапа против алжирского «КС Константина». В Кубке Туниса дебютировал в 2021 году в матче полуфинала против «Монастира».

## Карьера в сборной
Был вызван в сборную Бенина в 2019 году. Дебютировал за сборную 6 сентября 2019 года в товарищеском матче против Кот-д’Ивуара (2:1). В 2021 году участвовал в квалификации на чемпионат мира.